# (511002) 2013 MZ5
El 2013 MZ5 es un objeto próximo a la Tierra. Su diámetro es de 1000 pies (300 metros) aproximadamente. No se acerca lo suficiente a la Tierra para ser considerado potencialmente peligroso. Fue descubierto el 18 de junio de 2013 por el telescopio 1 de Pan-STARRS.
- Datos: Q13581003
- Multimedia: (511002) 2013 MZ5 / Q13581003